# Вражалице (Рогатица)
Вражалице су насељено мјесто у општини Рогатица, Република Српска, БиХ. Према попису становништва из 1991. у насељу је живјело 76 становника.

## Становништво
| Демографија | Демографија | Демографија |
| Година      | Становника  | Становника  |
| ----------- | ----------- | ----------- |
| 1971.       | 199         |             |
| 1981.       | 107         |             |
| 1991.       | 76          |             |